# Рибне (заказник)
Рибне — лісовий заказник місцевого значення в Україні. Розташований в Деснянському районі Києва.

## Історія
Заказник був створений спільним рішенням виконкомів міської і обласної Рад народних депутатів № 522/173 від 10.04.1978.

## Опис
Розташований на території Дніпровського лісництва (кв. 7, 17, 27). Перебуває у віданні комунального підприємства «Дарницьке лісопаркове господарство». Площа заказника — 4 га (дві ділянки: 1,4 та 1,6 га). Він являє собою групу заболочених водойм та лісовий масив, зокрема ділянку соснових та березових насаджень різного віку із заростями конвалії.